# Ceratophaga vicinella
Ceratophaga vicinella är en fjärilsart som beskrevs av William George Dietz 1905. Ceratophaga vicinella ingår i släktet Ceratophaga och familjen äkta malar. Inga underarter finns listade i Catalogue of Life.